# Placodiplodia copelandii
Placodiplodia copelandii är en svampart som beskrevs av Bubák 1916. Placodiplodia copelandii ingår i släktet Placodiplodia, divisionen sporsäcksvampar och riket svampar.   Inga underarter finns listade i Catalogue of Life.